# برنهارد شولزه
برنهارد شولزه (آلمانی: Bernhard Schulze؛ زادهٔ ۲۰ مهٔ ۱۹۳۸) قایقران کانو اهل آلمان است.